# Justin Heekeren
Justin Heekeren (né le 27 novembre 2000 à Xanten en Rhénanie-du-Nord-Westphalie) est un footballeur allemand qui joue au poste de gardien de but à Schalke 04.

## Biographie

### Débuts et formation
Justin Heekeren grandit dans la région de la Rhénanie-du-Nord-Westphalie et débute le football dans de petits clubs locaux avant de rejoindre le centre de formation du Borussia Mönchengladbach, puis celui de Rot-Weiss Oberhausen. C’est à Oberhausen qu’il se révèle avec les seniors ; titulaire en Regionalliga, il y dispute plus de 30 matchs et inscrit même un but le 31 octobre 2021 face à la réserve du Fortuna Düsseldorf pour arracher l’égalisation en toute fin de rencontre (2-2).

### Schalke 04 et prêt en Belgique
En juin 2022, Schalke 04, alors tout juste remonté en Bundesliga, le recrute pour renforcer son groupe de gardiens. Il commence par évoluer avec l’équipe réserve avant d’intégrer peu à peu l’effectif professionnel.
Placé quatrième gardien dans la hiérarchie derrière Alexander Schwolow, Ralf Fährmann et Michael Langer, il est victime d'une rupture des ligaments croisés du genou survenue lors d'un match de préparation en janvier 2024. Cette blessure mettra un terme à sa saison.
La saison suivante et pour accélérer sa progression, Schalke décide de le prêter en janvier 2024 au club du Patro Eisden Maasmechelen qui évolue en deuxième division belge. Là-bas, Heekeren s’impose rapidement ; il dispute une douzaine de matchs, enregistre plusieurs « clean sheets » et gagne en confiance.
De retour à Gelsenkirchen pour la saison 2024-2025, Heekeren devient le gardien numéro un sous les ordres de l’entraîneur Karel Geraerts. Malgré quelques erreurs coutant parfois des buts encaissés bêtement, il prouve qu’il a le potentiel pour s’imposer dans les cages de Schalke, un poste exposé dans un club historique qui vise la stabilité après des saisons difficiles.
En janvier 2025, la direction recrute toutefois Loris Karius pour apporter un peu plus d'expérience au poste de gardien de but dans le club de la Ruhr.

## Statistiques
| Saison                | Club                  | Championnat           | Championnat | Championnat | Coupe(s) nationale(s) | Coupe(s) nationale(s) | Total | Total |
| Saison                | Club                  | Division              | M.          | B.          | M.                    | B.                    | M.    | B.    |
| 2020-2021             | RW Oberhausen         | Regionalliga Ouest    | 16          | 0           | -                     | -                     | 16    | 0     |
| 2021-2022             | RW Oberhausen         | Regionalliga Ouest    | 37          | 1           | -                     | -                     | 37    | 1     |
| Sous-total            | Sous-total            | Sous-total            | 53          | 1           | -                     | -                     | 53    | 1     |
| 2022-2023             | Schalke 04            | Bundesliga            | -           | -           | -                     | -                     | 0     | 0     |
| 2023-2024             | Schalke 04            | 2. Bundesliga         | 2           | 0           | -                     | -                     | 2     | 0     |
| 2024-2025             | Schalke 04            | 2. Bundesliga         | 29          | 0           | 1                     | 0                     | 30    | 0     |
| Sous-total            | Sous-total            | Sous-total            | 31          | 0           | 1                     | 0                     | 32    | 0     |
| 2023-2024             | Patro Eisden (prêt)   | Challenger Pro League | 12          | 0           | 2                     | 0                     | 14    | 0     |
| Total sur la carrière | Total sur la carrière | Total sur la carrière | 96          | 1           | 3                     | 0                     | 99    | 1     |

## Anecdote
Alors âgé de 8 ans, un journal local publiait un court article dans lequel il déclarait qu’il rêvait de jouer un jour pour Schalke 04,,. Ce rêve est devenu réalité avec son arrivée au club en 2022 et sa première apparition avec l'équipe professionnelle en 2023.